# Bijzettafeltje

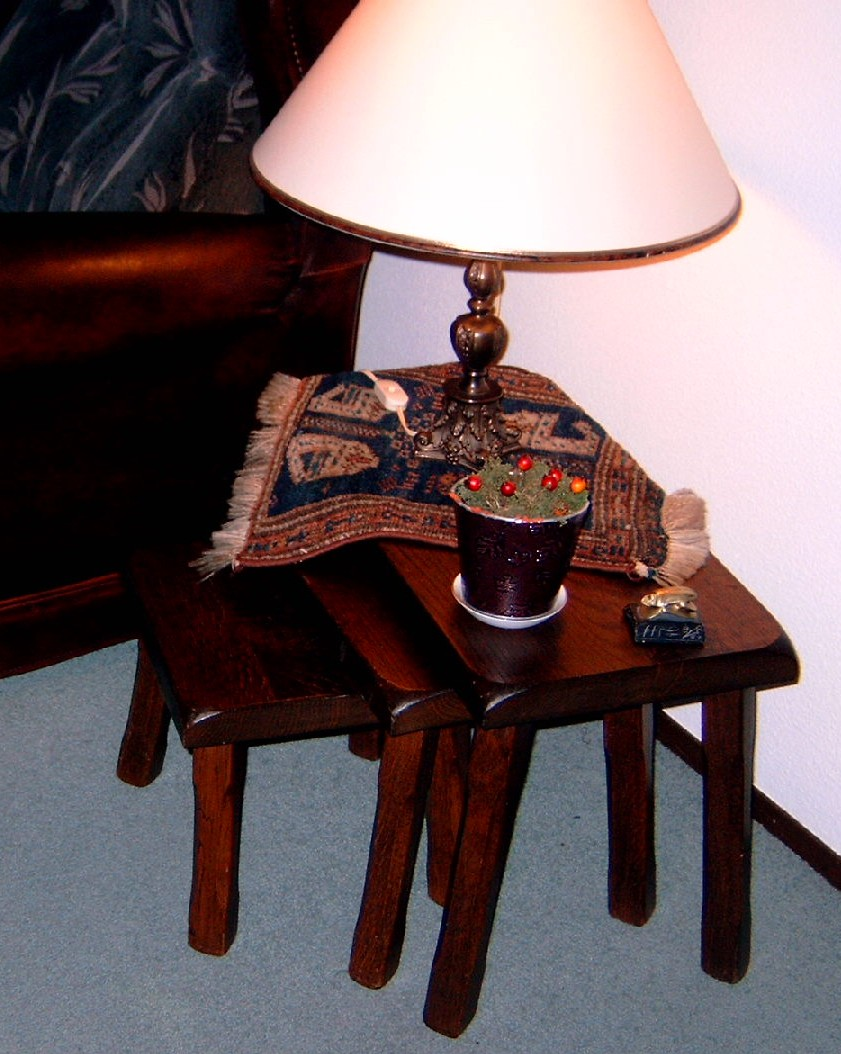
Set van drie eikenhouten bijzettafeltjes

Een bijzettafeltje is een laag tafeltje dat gebruikt wordt om kleinere voorwerpen op te zetten. Het meest gangbaar is het gebruik als tafeltje naast een stoel om er een glas, kopje, bordje of asbak op te zetten. Maar bijzettafeltjes worden ook gebruikt om er andere voorwerpen  op te zetten die men niet op de grond wil plaatsen, zoals een vaas, een schemerlamp of een klein plastiek. Bijzettafeltjes zijn in de regel van hout gemaakt, maar er zijn er ook van  metaal, of zelfs van voorgevormd plastic. Er bestaan ook modellen waarbij het materiaal van het plateau afwijkt van de poten; het plateau is dan bijvoorbeeld ingelegd met tegels.  De meest voorkomende verschijningsvorm is een set van drie tafeltjes van verschillende grootte, die in veel gevallen gemakkelijk in elkaar geschoven kunnen worden.
Een set van drie bijzettafeltjes was een vast onderdeel van het burgerlijke meubilair van de 20e eeuw. Ook designers van modern meubilair hebben zich in de jaren ’50 en ’60 gezet aan het ontwerpen van modern ogende bijzettafeltjes en geëxperimenteerd met nieuwe materialen. Aan het einde van de 20e eeuw verdwenen ze echter uit vele interieurs, omdat ze geassocieerd werden met een ouderwetse vorm van burgerlijk leven.